# Kaliber (jeździectwo)
Kaliber konia – wyraża stosunek jego masy (wyrażonej w kilogramach) do wysokości w kłębie (podanej w centymetrach). Termin ten odnosi się zarówno do mięśni jak i kośćca. Kaliber konia stanowi istotny aspekt, a czasem nawet istotniejszy niż jego wysokość w kłębie, bowiem to on ma większy wpływ na praktyczne aspekty użytkowe zwierzęcia. Przykładowo, potężne konie typu cob mogą mieć identyczną wysokość w kłębie co koń arabski, mimo że reprezentują zupełnie odmienne rasy. 